# Malinska-Dubašnica
Malinska-Dubašnica (italsky Malinsca-Dobasnizza) je přímořská opčina v Chorvatsku v Přímořsko-gorskokotarské župě, nacházející se u zálivu Sidrište Malinska na severozápadě ostrova Krk. Zahrnuje celkem 21 sídel, která de facto tvoří jediné sídlo, historicky známé pod názvem Dubašnica. V roce 2011 zde trvale žilo celkem 3 134 obyvatel, z toho 965 ve vesnici Malinska, která je správním střediskem opčiny.
Součástí opčiny je celkem 20 trvale obydlených vesnic. Nachází se zde též zaniklá vesnice Sršići.
- Barušići – 25 obyvatel
- Bogovići – 317 obyvatel
- Kremenići – 75 obyvatel
- Ljutići – 9 obyvatel
- Malinska – 965 obyvatel
- Maršići – 10 obyvatel
- Milčetići – 245 obyvatel
- Milovčići – 124 obyvatel
- Oštrobradić – 86 obyvatel
- Porat – 192 obyvatel
- Radići – 175 obyvatel
- Sabljići – 21 obyvatel
- Strilčići – 3 obyvatelé
- Sveti Anton – 149 obyvatel
- Sveti Ivan – 75 obyvatel
- Sveti Vid-Miholjice – 261 obyvatel
- Turčić – 22 obyvatel
- Vantačići – 214 obyvatel
- Zidarići – 110 obyvatel
- Žgombići – 59 obyvatel

Opčinou procházejí státní silnice D102 a D104 a župní silnice Ž5085, Ž5086 a Ž5087. Nacházejí se zde čtyři přístavy, z toho dva v Malinské, jeden v Poratu a jeden ve Vantačići.